# إنسانيات بيئية

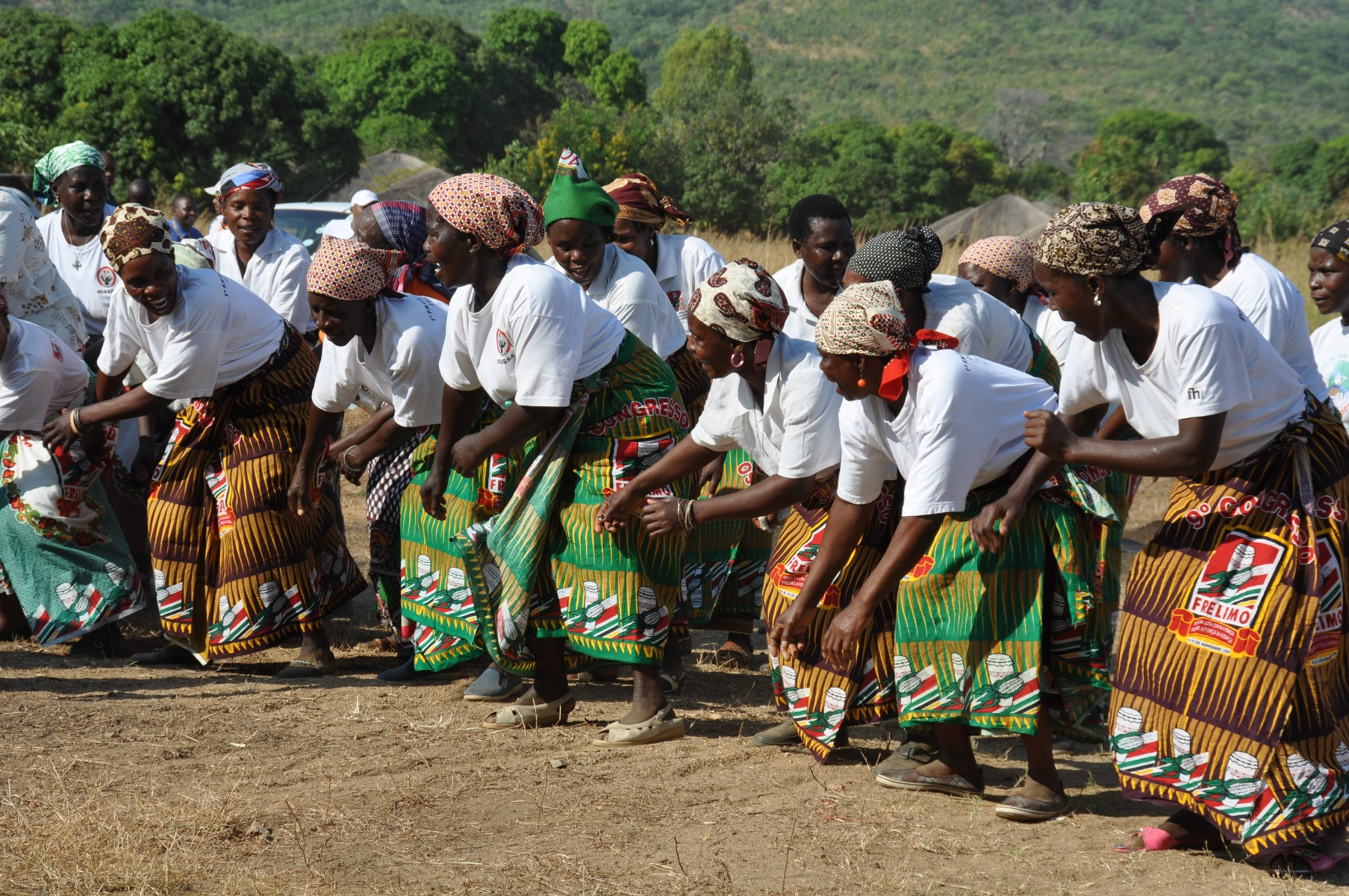
عملت الوكالة الأمريكية للتنمية الدولية بالشراكة مع حكومة موزمبيق، والصندوق العالمي للحياة البرية، وشركة كوكاكولا لحماية الأنواع والموائل الطبيعية لبحيرة نياسا، التي تعد من أكثر البحيرات تنوعًا بيولوجيًا على وجه الأرض.

الإنسانيات البيئية من مجالات البحث متعدد التخصصات، إذ تستند إلى العديد من التخصصات البيئية الفرعية التي ظهرت في الإنسانيات على مدار العقود العديدة الماضية، ولا سيما الأدب البيئي، والفلسفة البيئية، والتاريخ البيئي، ودراسات التكنولوجيا والعلوم النسوية وعلوم أحرار الجنس والشعوب الأصلية، والأنثروبولوجيا البيئية. توظّف الإنسانيات البيئية أسئلة إنسانية عن المعنى والثقافة والقيم والأخلاق والمسؤوليات لمعالجة المشكلات البيئية الملحة. تهدف الإنسانيات البيئية إلى المساعدة في سد الفجوات التقليدية بين العلوم والإنسانيات، وكذلك بين الطرق الغربية والشرقية والمحلية في علاقتها بالعالم الطبيعي والمكان الذي يوجد البشر فيه. يمنع المجال أيضًا تشكّل الفجوة التقليدية بين «الطبيعة» و «الثقافة»، ويظهِر أن العديد من القضايا «البيئية» كانت دائمًا متداخلة مسبقًا في المسائل الإنسانية المتعلقة بالعدالة والعمل والسياسة. الإنسانيات البيئية هي أيضًا طريقة لربط الأساليب من مختلف المجالات لإيجاد طرق جديدة للتفكير بالمشكلات البيئية.

## ظهور الإنسانيات البيئية
على الرغم من أن المفاهيم والأفكار التي ترتكز عليها الإنسانيات البيئية تعود إلى عدة قرون، تأسّس المجال تحت مسمّى «الإنسانيات البيئية» في العقد الأول من القرن الحادي والعشرين في أعقاب التطورات المطردة في السبعينيات والثمانينيات والتسعينيات من القرن العشرين في مجالات الإنسانيات والعلوم الاجتماعية مثل الأدب والتاريخ والفلسفة ودراسات النوع الاجتماعي والأنثروبولوجيا. استخدمت مجموعة من الباحثين الأستراليين اسم «الإنسانيات البيئية» لوصف عملهم في تسعينيات القرن العشرين؛ تأسّس المجال تحت اسم «الإنسانيات البيئية» عام 2010 تقريبًا. أُنشئت مجلة الإنسانيات البيئية في عام 2012، في إشارة إلى تعزيز رئيسي لهذا المجال. الأهم من ذلك، أن الإنسانيات البيئية لم تنبثق عن المفكرين الأكاديميين الغربيين فحسب، إذ قدم مفكرو الشعوب الأصلية وما بعد الاستعمار والنسوية مساهمات كبيرة. تتضمن هذه المساهمات تحدي وجهات النظر المتمحورة حول الإنسان والتي تفصل بين «الطبيعة» و «الثقافة» ووجهات النظر المتركزة على الأوروبيين البيض الذكور والأمريكيين الشماليين حول ما يشكل «الطبيعة»؛ ومراجعة النوع الأدبي لـ «كتابة الطبيعة»؛ وابتكار مفاهيم ومجالات جديدة ترأب الصدع بين المجالين الأكاديمي والسياسي، مثل «العدالة البيئية» و «العنصرية البيئية» و «دفاع الفقراء عن البيئة» و «ثقافات الطبيعة» و «ما بعد البشرية».

## أنطولوجيا الارتباط
تتميز الإنسانيات البيئية بأنطولوجيا الارتباط والتزامٍ بمسلّمتين أساسيتين تتعلقان بضرورة الخضوع للقوانين البيئية ورؤية الإنسانية كجزء من نظام حي أكبر.
أحد الافتراضات الأنطولوجية الأساسية للإنسانيات البيئية هو أن العالم العضوي وأجزاءه غير العضوية نظامٌ واحد حيث يرتبط كل جزء بالجزء آخر. تشترك هذه الرؤية الكونية بدورها في علاقة وثيقة مع فلسفة لوتكا الفزيولوجية ومفهوم «المحرك العالمي». عندما نرى كل شيء على أنه مرتبط، فإن الأسئلة التقليدية للإنسانيات فيما يتعلق بالعدالة الاقتصادية والسياسية تتّسع إلى التفكير في كيفية ارتباط العدالة بتغييرنا لبيئتنا ونظمنا البيئية. إن نتيجة أنطولوجيا الارتباط هذه -كما يجادل مؤيدو الإنسانيات البيئية- هي أن نبدأ بالبحث عن مفهوم أشمل للعدالة يتضمن غير البشر في نطاق النظم البيئية التي لا تحظى بالحقوق. يتضمن هذا المفهوم الموسّع للعدالة «تفكيرًا بيئيًا» أو «موسّعًا»، والذي يفترض مسبقًا تعزيز تبادل المعرفة في مجالات «المعارف» المتعددة والمتنوعة. هذا النوع من تبادل المعرفة يسمى متعدد التخصصات. وهو يرتبط بالفلسفة السياسية لحنة آرنت وأعمال إيتالو كالفينو. على حد تعبير كالفينو «إنه يوسّع مجال ما يمكننا تخيّله». ويرتبط أيضًا بمشروع تنوير لايبنتز حيث تُختصَر العلوم ويتم التوسّع فيها في وقت واحد.
ومع ذلك، إن الأمر معقد بسبب إدراك حقيقة أن الروابط خطية ولاخطية. لذلك، تتطلب الإنسانيات البيئية أنماطًا خطية ولاخطية للغة يمكن من خلالها التفكير بشأن العدالة. وبالتالي، هناك دافع لإيجاد أنماط لغوية يمكنها التعبير بشكل مناسب عن كل من الروابط الخطية واللاخطية.

## البديهيات
هناك ثلاث بديهيات في العلوم الإنسانية:
1. بديهية الخضوع لقوانين النظام البيئي؛
2. بديهية القرابة البيئية، التي تضع البشرية عُنصرًا مُشاركًا في نظام حي أكبر؛
3. بديهية البناء الاجتماعي للنظم والوحدة البيئية، والتي تنص على أن النظم البيئية والطبيعة قد تكون مجرد كيانات مفاهيمية ملاءمة (مارشال، 2002).

بإدراج البديهيتين الأولى والثانية بطريقة أخرى، تُعد الروابط الموجودة بين الكائنات الحية وفيما بينها، هي الأساس لكيفية فهم النظم البيئية للعمل، وبالتالي تشكل قوانين وجود ومبادئ توجيهية للسلوك (روز  2004).
تمتلك البديهية الأولى تقليدًا في العلوم الاجتماعية. من البديهية الثانية، ظهرت مفاهيم «الطاقة المجسدة/التضمين البيئي» و «الموائل» من النظرية السياسية مع ارتباط أساسي بالحقوق والديمقراطية وعلم البيئة (إيكيرسلي  1996: 222، 225؛ إيكيرسلي  1998).
تأتي البديهية الثالثة من تقليد «الانعكاس الذاتي» القوي لكل منح «العلوم الإنسانية»، وتشجع العلوم الإنسانية على استكشاف أساسها النظري (وبدون ذلك، فإن العلوم الإنسانية هي مجرد «علم البيئة»).

## الأفكار المعاصرة

### البيئة الاقتصادية السياسية
اقترح بعض المنظرون أن إدراج الكائنات غير البشرية في النظر في قضايا العدالة، يربط بين فلسفة علم البيئة والاقتصاد السياسي، وذلك لأن نظرية العدالة هي نشاط مركزي للفلسفة الاقتصادية السياسية. إذا أُجري، وفقًا لبديهيات العلوم الإنسانية، توسيع نظريات العدالة لتشمل القيم البيئية، فإن النتيجة اللازمة هي توليف اهتمامات البيئة مع اهتمامات الاقتصاد السياسي: أي علم البيئة الاقتصادية السياسية.

### صياغة أنظمة الطاقة
يبدو أن مسألة اللغة التي يمكن أن تصور الروابط السببية الخطية وغير الخطية الأفضل للأنظمة البيئية قد أُجري تناولها من قبل مدرسة علم البيئة المعروفة باسم علم بيئة الأنظمة. لتصوير العلاقة الداخلية الخطية وغير الخطية للنظم البيئية حيث تترتب على قوانين الديناميكا الحرارية عواقب كبيرة (هانون إيت أول.1991:80 )، تنبأت شركة علم نظم البيئة إتش. تي. أودوم (1994) لغة أنظمة الطاقة على مبادئ علم الطاقة البيئي. تُعد الرابطة السببية الموجودة بين روابط علم الطاقة البيئي، مثلما هو الحال في العلوم الإنسانية البيئية، من الصنف الأنطولوجي. علاوة على ذلك، ونتيجة لمحاكاة الأنظمة البيئية مع لغة أنظمة الطاقة، تقدم شركة إتش. تي. أودوم اقتراحًا مثيرًا للجدل مفاده أن الطاقة المجسدة يمكن فهمها على أنها قيمة، والتي تعتبر بحد ذاتها خطوة إلى مجال علم البيئة الاقتصادية السياسية المذكور أعلاه.